# Ekmanothyone
Ekmanothyone is een geslacht van zeekomkommers uit de familie Phyllophoridae.

## Soorten
- Ekmanothyone incurva (Cherbonnier, 1988)